# Lijst van Nederlandse deelnemers aan de Olympische Zomerspelen van 1906
Dit is een lijst van Nederlandse deelnemers aan de Olympische Zomerspelen van 1906 in Athene.
| Olympiër                      | Sport    | Onderdeel                                                                           | Ervaring |
| ----------------------------- | -------- | ----------------------------------------------------------------------------------- | -------- |
| Karel Beukema                 | Tennis   | Mannen enkelspel Mannen dubbelspel                                                  | debutant |
| Hendrik van Blijenburgh       | Schermen | Degen individueel Sabel individueel Sabel, 3 treffers                               | debutant |
| Willem Hubert van Blijenburgh | Schermen | Floret individueel Degen individueel Degen team Sabel individueel Sabel, 3 treffers | debutant |
| James Melvill van Carnbée     | Schermen | Degen individueel Sabel individueel Sabel, 3 treffers Sabel team                    | debutant |
| Jetze Doorman                 | Schermen | Floret individueel Degen individueel Degen team Sabel individueel                   | debutant |
| Hendrik van der Grinten       | Schermen | Floret individueel Degen individueel Degen team Sabel individueel                   | debutant |
| Arie de Jong                  | Schermen | Floret individueel Degen individueel Degen team Sabel individueel                   | debutant |
| Guus Kessler                  | Tennis   | Mannen enkelspel                                                                    | debutant |
| Frits Koen                    | Schermen | Degen individueel                                                                   | debutant |
| Maurits van Löben Sels        | Schermen | Floret individueel Degen individueel Sabel individueel Sabel, 3 treffers Sabel team | debutant |
| Simon Okker                   | Schermen | Floret individueel                                                                  | debutant |
| Johannes Osten                | Schermen | Degen individueel Sabel individueel Sabel, 3 treffers Sabel team                    | debutant |
| George van Rossem             | Schermen | Sabel, 3 treffers Sabel team                                                        | debutant |
| Gerard Scheurleer             | Tennis   | Mannen enkelspel Mannen dubbelspel                                                  | debutant |
| Félix Vigeveno                | Schermen | Floret individueel Degen individueel                                                | debutant |
| Gabriël Vigeveno              | Schermen | Floret individueel Degen individueel                                                | debutant |